# Hercostomus sinicus
Hercostomus sinicus är en tvåvingeart som beskrevs av Stackelberg 1934. Hercostomus sinicus ingår i släktet Hercostomus och familjen styltflugor. Inga underarter finns listade i Catalogue of Life.